# Оджешть
Оджешть, Оджешті (рум. Ogești) — село у повіті Біхор в Румунії. Входить до складу комуни Симбета.
Село розташоване на відстані 399 км на північний захід від Бухареста, 38 км на південний схід від Ораді, 103 км на захід від Клуж-Напоки, 139 км на північний схід від Тімішоари.

## Населення
За даними перепису населення 2002 року у селі проживали 242 особи, усі — румуни. Усі жителі села рідною мовою назвали румунську.